# Federazione internazionale delle associazioni di studenti in medicina
La Federazione internazionale delle associazioni di studenti in medicina (International Federation of Medical Students' Associations - IFMSA) è una organizzazione non governativa che riunisce associazioni di studenti in medicina. Fu fondata nel maggio 1951 e conta al momento 137 organizzazioni nazionali membri provenienti da 128 diversi Paesi sparsi per tutti i continenti. Lo statuto dell'IFMSA recita, "La nostra missione è di offrire ai futuri medici una vasta introduzione ai temi della salute globale. Attraverso i nostri programmi e opportunità, noi vogliamo formare studenti di medicina culturalmente sensibili ed intenti a modificare le ineguaglianze trans-nazionali che riguardano la salute nel nostro pianeta."

## Attività
Le attività principali dell'IFMSA riguardano sia progetti internazionali di scambio tra studenti a cui ogni anno partecipano circa tredicimila studenti sia l'organizzazione di progetti, programmi, seminari e workshop sui temi della salute pubblica, della pedagogia medica, della salute riproduttiva e della propagazione di una cultura della pace.

## Organizzazione
Tutte le attività dell'IFMSA sono collegate ad una delle sue sei commissioni permanenti, che sono:
- la commissione permanente per gli scambi professionali (SCOPE - Standing Committee on Professional Exchange)
- la commissione permanente per gli scambi di ricerca (SCORE - Standing Committee on Research Exchange)
- la commissione permanente sulla medical education (SCOME - Standing Committee on Medical Education)
- la commissione permanente sulla salute e i diritti sessuali e riproduttivi incluso l'HIV e l'AIDS (SCORA - Standing Committee on Sexual & Reproductive Health and Rights including HIV & AIDS)
- la commissione permanente sui diritti umani e la pace (SCORP - Standing Committee on Human Rights and Peace)
- la commissione permanente sulla salute pubblica (SCOPH - Standing Committee on Public Health)[4]

## L'IFMSA in Italia
La National Member Organization (NMO) italiana dell'IFMSA è il SISM (Segretariato Italiano Studenti in Medicina), un'associazione di promozione sociale creata da e per gli studenti di medicina nel 1970.
Il SISM è articolato in 39 sedi locali e 3 sedi sperimentali di altrettante facoltà di medicina italiane, oltre che da un direttivo nazionale costituito da più di 20 soci provenienti da tutte le sedi locali d'Italia che collaborano per la gestione politica, amministrativa e logistica dell'associazione.